# جورج ألان
جورج ألان (بالإنجليزية: George Allan)‏ (18 فبراير 1887 في أستراليا - 2 نوفمبر 1932 بأديلايد في أستراليا) هو لاعب كريكت أسترالي. لعب مع فريق تسمانيا للكريكت.

## وصلات خارجية
- جورج ألان على موقع إي آس بي آن كريك إنفو (الإنجليزية)